# Östervallskogs distrikt
Östervallskogs distrikt är ett distrikt i Årjängs kommun och Värmlands län. Distriktet ligger omkring Östervallskog i västra Värmland och gränsar till Norge.

## Tidigare administrativ tillhörighet
Distriktet inrättades 2016 och utgörs av Östervallskogs socken i Årjängs kommun.
Området motsvarar den omfattning Östervallskogs församling hade vid årsskiftet 1999/2000.

## Tätorter och småorter
I Östervallskogs distrikt finns en småort men inga tätorter. 

### Småorter
- Östervallskog